# Campionati norvegesi di ski cross 2012
I Campionati norvegesi di ski cross 2012 si sono svolti a Kolsasbakken il 24 marzo. Il programma ha incluso sia la gara femminile che la gara maschile. 
Trattandosi di competizioni valide anche ai fini del punteggio FIS, vi hanno partecipato anche sciatori di altre federazioni, senza che questo consentisse loro di concorrere al titolo nazionale norvegese.

## Risultati

### Uomini
| Pos. | Atleta                | Nazione  |
| ---- | --------------------- | -------- |
| 1    | Thomas Borge Lie      | Norvegia |
| 2    | Victor Öhling Norberg | Svezia   |
| 3    | Christian Mithassel   | Norvegia |
| 4    | Magnus Bjoernnes      | Norvegia |

### Donne
| Pos. | Atleta                  | Nazione  |
| ---- | ----------------------- | -------- |
| 1    | Hedda Berntsen          | Norvegia |
| 2    | Julie Brendengen Jensen | Norvegia |
| 3    | Marte Høie Gjefsen      | Norvegia |
| 4    | Josefine Cornelia Fiane | Norvegia |